# اپی‌درمولیز بولوسا اکوئیزیتا
اپی‌درمولیز بولوسا اکوئیزیتا (انگلیسی: Epidermolysis bullosa acquisita) نوعی بیماری تاول‌زنندهٔ زیرجلدی مزمن است که ناشی از حملهٔ سیستم ایمنی بدن به کلاژن نوع ۴ در ساختارهای فیبریلی استحکام‌بخش در محل اتصال پوست حقیقی به روپوست است.: 609 